# 弗拉克斯顿 (北达科他州)
弗拉克斯顿（英語：Flaxton），是美国北达科他州下属的一座城市。根据2010年美国人口普查，该市有人口66人。